# Severské agrární strany
Severské agrární strany, označované také jako skandinávské agrární strany nebo agrární liberální strany, jsou agrární politické strany, které patří k politické tradici typické pro severské země. Nacházejí se ve středu politického spektra, ale plní role charakteristické pro severské země, a proto je stále obtížné je zařadit podle konvenční politické ideologie.
Tyto strany nejsou socialistické a obvykle se v nich spojuje angažovanost ve prospěch malých podniků, venkovských záležitostí a politické decentralizace a někdy i skepse vůči Evropské unii. Strany mají rozdílné názory na volný trh a environmentalismus. Na mezinárodní úrovni se nejčastěji hlásí k Alianci liberálů a demokratů pro Evropu (ALDE) a Liberální internacionále.
Historicky se jednalo o zemědělské strany, avšak úbytek zemědělců po druhé světové válce je přiměl rozšířit svůj záběr. V této době se tři z nich přejmenovaly na Strany středu a jako poslední tak učinila v roce 1965 stranu ve Finsku. V současnosti jsou hlavními agrárními stranami Strana středu ve Švédsku, Venstre v Dánsku, Finský střed ve Finsku, Strana středu v Norsku a Progresivní strana na Islandu.

## Historie
V porovnání s kontinentální Evropou měli zemědělci v severských zemích v minulosti nebývalý politický vliv.
První z těchto stran, dánská Venstre, vznikla v roce 1870 jako liberální, protidaňová strana zemědělců v roce 1870. Ostatní strany vznikly na počátku 20. století, což bylo podníceno zavedením všeobecného volebního práva a poměrného volebního systému v celém regionu. Jako první vznikla v roce 1906 finská Agrární liga (nyní Finský střed), po ní následovala v roce 1915 norská Agrární strana. Islandská Progresivní strana vznikla v roce 1916 sloučením dvou agrárních stran. Švédská Agrární strana vznikla v roce 1921.
S úbytkem skandinávského zemědělského obyvatelstva se strany posunuly směrem k tomu, aby se staly centristickými stranami tím, že získaly část městského elektorátu. Švédská Agrární strana se v roce 1958 přejmenovala na Stranu středu. Strana v Norsku a Finsku přijaly stejný název v roce 1959, resp. 1965.
Podle studie Magnuse Bergliho Rasmussena z roku 2022 měly zemědělské strany a zástupci zemědělců silnou motivaci bránit rozšiřování sociálního státu a zemědělští poslanci důsledně vystupovali proti štědré sociální politice.
Po skončení sovětské nadvlády v pobaltských zemích byla Estonská strana středu (založená v roce 1991) vytvořena výslovně podle švédského vzoru. Lotyšský svaz zemědělců z postkomunistické éry považuje za vzory také severské agrární strany, které usilují o to být středovou všelidovou stranou namísto čistě jednozájmové zemědělské strany.

## Ideologie
Postoje stran k volnému trhu a ekonomickému liberalismu jsou smíšené. Zatímco norská Strana středu a islandská Progresivní strana jsou proti ekonomické liberalizaci, ostatní strany, především dánská Venstre a švédská Strana středu, kladou velký důraz na hospodářský růst a produktivitu. Kvůli tomuto rozdělení je strana Venstre v některé odborné literatuře označována za samostatnou „nevlastní sestru“ severských agrárních stran. Přesto se všechny strany definují jako „nesocialistické“, přičemž některé se distancují i od označení „buržoazní“, které je tradičně vyhrazeno konzervativním a liberálním stranám.
Většina stran se ve svých zemích tradičně řadí na euroskeptickou stranu.
Nejvíce proti členství v Evropské unii se staví norská Strana středu, která tento postoj zastává již od referenda v roce 1972. Proti členství se staví také islandská Progresivní strana, zatímco dánská Venstre je pro-evropská a je pro vstup Dánska do eurozóny.

## Podporovatelé
Strany, které původně podporovali zemědělci, se přizpůsobily klesajícímu počtu venkovského obyvatelstva a diverzifikovaly svou voličskou základnu. Finský střed získává od zemědělců pouze 10% podporu, zatímco dánská Venstre získala v roce 1998 od zemědělců pouze 7% hlasů. Podobně ve Švédsku až do voleb v roce 1988 volilo Stranu středu 60 až 70 % zemědělců, poté však podpora strany ze strany zemědělců klesla a dnes jsou voličskou základnou strany převážně lidé, kteří se zemědělstvím nezabývají.

## Seznam severských agrárních stran
Současné severské agrární strany jsou:
- Alandy: Alandský střed[16]
- Dánsko: Venstre[1][17]
- Faerské ostrovy: Sambandsflokkurin[18]
- Finsko: Finský střed[1][17][19]
- Island: Progresivní strana[1][16][19]
- Island: Strana středu
- Norsko: Strana středu[1][16][20]
- Švédsko: Strana středu[16][17][20]

Mezi historické severské agrární strany patří:
- Dánsko: Zemědělská strana[19]
- Finsko: Finská strana venkova[16]

Podobné agrární strany mimo severské země jsou/byly:
- Estonsko: Estonská strana středu[8]
- Lotyšsko: Lotyšský svaz zemědělců[9]
- Litva: Litevský svaz zemědělců a zelených[8]